# Sins of Man
Sins of Man è un film del 1936 diretto da Otto Brower e Gregory Ratoff.
È un film drammatico statunitense con Jean Hersholt, Don Ameche e Allen Jenkins. È basato sul romanzo del 1930 Hiob, roman eines ein fachen mannes di Joseph Roth.

## Produzione
Il film, diretto da Otto Brower e Gregory Ratoff su una sceneggiatura di Ossip Dymow e Samuel G. Engel e Frederick Kohner con il soggetto di Joseph Roth, fu prodotto da Kenneth Macgowan per la Twentieth Century Fox Film Corporation e girato nei 20th Century Fox Studios a Century City, Los Angeles, in California. I titoli di lavorazione furono Job e Turmoil. Nei titoli di coda compare il messaggio This picture has introduced to you a new Twentieth Century-Fox screen personality Mr. Don Ameche.

## Distribuzione
Il film fu distribuito negli Stati Uniti dal 19 giugno 1936 (première a New York il 18 giugno) al cinema dalla Twentieth Century Fox Film Corporation.
Altre distribuzioni:
- in Francia il 14 agosto 1936 (Le chant des cloches)
- in Portogallo il 29 ottobre 1936 (Tortura de um Pai)
- in Danimarca il 26 dicembre 1936 (Historien om en fader)
- in Spagna l'8 marzo 1938 (Bilbao) (Los pecados de los hombres)
- in Spagna il 5 dicembre 1938 (Madrid) (redistribuzione)
- in Brasile (Pecados dos Homens)
- in Grecia (Sklavoi tis moiras)